# Dolores Prato
Pour les articles homonymes, voir Prato (homonymie).
Dolores Prato, née à Rome le 12 avril 1892, morte à Anzio le 13 juillet 1983 est une écrivaine poétesse italienne.

## Biographie
Dolores Prato est née à Rome le 12 avril 1892 de Marie Prato et de père inconnu. Abandonnée par sa mère, elle est recueillie par deux personnes qui sont frère et sœur : son oncle prêtre et sa tante, dans la ville de Treja, dans la région des Marches. À l'adolescence, elle est pensionnaire dans un collège de religieuses cloîtrées. Elle poursuit ses études à Rome. En 1919, elle obtient la qualification pour l'enseignement de la littérature italienne. Elle enseigne les lettres dans différentes villes : Sansepolcro (1919-21), à Macerata (1921-22) et San Ginesio (1922-29). De 1927 à 1928, elle vit à Milan. En 1930, elle abandonne le métier d'enseignante et s'installe définitivement à Rome. Proche des milieux de gauche et des milieux catholiques cultivés, elle collabore à différents journaux communistes et se lance dans l'autobiographie. 

## Œuvre littéraire
En 1948, elle présente le manuscrit De la terre des cloches au jury du Premio Prato. Malgré un prix spécial, le roman n'est pas édité. Dans les années suivantes, elle tente de se faire publier par différentes maisons d'éditions sans succès. En 1963, elle publie à compte d'auteur Dans le pays des cloches. En 1965, Brûlures obtient le Prix Stradanova à Venise. Il est publié en 1967. 
En 1973, Dolores Prato entreprend  l'écriture de Bas la place, y'a personne. Il s'agit d'un long récit autobiographique consacré à son enfance. Le roman est publié par Einaudi en 1980, dans une version réduite des deux tiers par Natalia Ginzburg. Il devient un événement littéraire. Dolores Prato n'est pas satisfaite de cette édition partielle. En 1981, elle confie une partie considérable de ses manuscrits et documents aux Archives contemporaines du Gabinetto Vieusseux à Florence. Dolores Prato meurt le 13 juillet 1983 , à la clinique, à Anzio. Elle est enterrée dans le cimetière de Prima Porta à Rome. En 1987, sur la demande de la municipalité de Treja, son corps est transposé dans le cimetière de la ville. Le livre Bas la place, y'a personne paraît en version intégrale (900 pages) en 1997. L'ouvrage est traduit en français en 2018.

## Publications
- Sangiocondo, Rome, Bell, 1963;
- Brûlures, Rome, Typ. Canella, 1967 ; Macerata, Quodlibet, 1996, avec une postface par Alejandro Marcaccio
- Giù la piazza non c’è nessuno, Torino, Einaudi, 1980 (version réduite) ; Milan, Mondadori, 1997, édité par Giorgio Zampa (version complète) ; Macerata, Quodlibet, en 2009, édition de Giorgio Zampa, et avec un communiqué de Elena Frontaloni ; trad. fr. : Bas la place y'a personne, traduction et postface de Laurent Lombard et Jean-Paul Manganaro, Lagrasse, Verdier, « Terra d'altri », 2018.
- Les heures, édité par Giorgio Zampa, Milan, Scheiwiller, 1987
- Les heures II. Mots, édité par Giorgio Zampa, Milan, Scheiwiller, 1988
- Les murs de Treja et d'autres fragments, édité par Giorgio Zampa, Warwickshire, s.n., 1992
- Les heures, édité par Giorgio Zampa, Milano, Adelphi, 1995 (la collecte des heures et des heures (II)
- Interne / externe-interne: non publiés par Bas la place, y'a personne, édité par Giorgio Zampa, Warwickshire, s.n., 1996
- Les cloches de Sangiocondo, organisée par Noemi Paolini Giachery, Rome, Avagliano, 2009
- Rêves, textes rassemblés par Elena Frontaloni, avec une préface par Gabriele Pedullà, Macerata, Quodlibet, 2010 (comprend plus de deux cent cinquante transcriptions des rêves recueillis par l'auteur entre 1928 et 1982)
- Brûlures (trad. Monique Baccelli), Paris, Allia, 2000, 3e éd., 48 p. (ISBN 9791030422580)